# قشقه (مقاطعة غيلانغرب)
قشقه (بالفارسية: قشقه) هي قرية تقع في قسم ويجنان الريفي في إيران. يقدر عدد سكانها بـ 157 نسمة بحسب إحصاء 2016.